# ورزش در آفریقای جنوبی

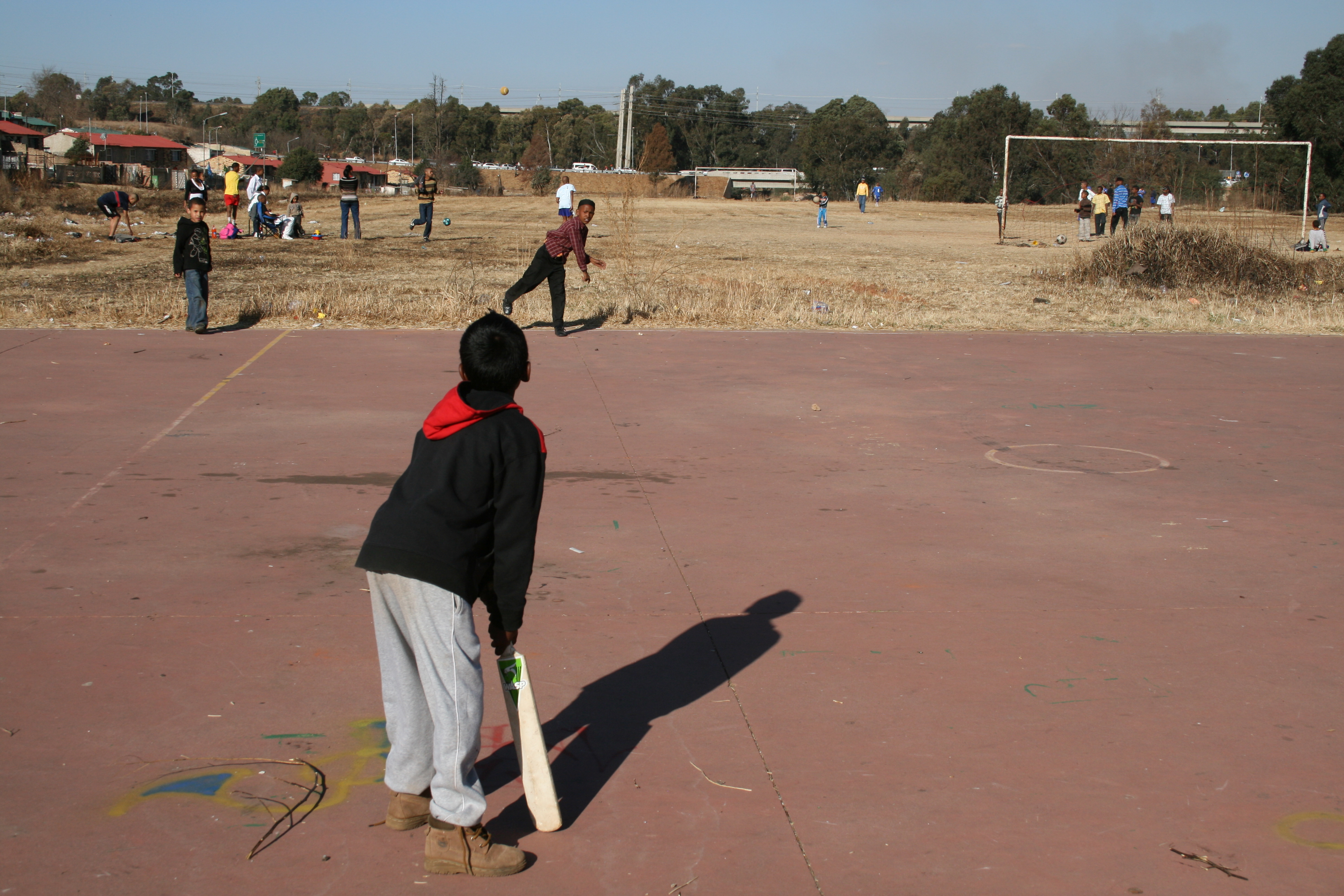
ورزش در آفریقای جنوبی

تب ورزشهای فوتبال، کریکت و راگبی در این مملکت موج می زند. جوان‌ها فوتبال را بیشتر می پسندند. اگر چه که ورزشهایی همانند بسکتبال و اسکیت برد رو به فزونی است. شنا، گلف، بوکس و تنیس نیز حمایت می گردد.
آنها پس از لغو آپارتاید توانستند در امورات ورزشی در میان ملل دیگر شرکت داشته باشند که همراه شد با جام ۱۹۹۵ در همان کشور و باز یک میزبانی دیگر و آن هم میزبانی جام ملتهای آفریقایی در ۱۹۹۶ تیم ملی به نام "بافانا بافانا"، به سوی پیروزی تلاش می کردند. مردمش میزبان جام جهانی کریکت ۲۰۰۳ و ۲۰ قهرمان جهان در سال ۲۰۰۷ نیز بودند که موفقیتی بزرگ محسوب می شد. در سال ۲۰۱۰، آفریقای جنوبی شاهد برگزاری بزرگترین مسابقات فوتبال، جام جهانی، در شهرهای خویش بود.

## بوکس
ژاکوب ماتلالا، وویانی بونگو، ولکام نّکتیکا، گری کوتزی، دینگان توبلا و برایان میچل از مشاهیر در عرصهٔ بوکس این کشورند.

## فوتبال
بازیکنان فوتبالیستی که فرامرزی بازی کرده اند: لوکاس رادیب، فیلمون ماسینگا (هر دو در لیدز یونایتد) و کوئینتن فورچون (در اتلتیکو مادرید و منچستر یونایتد) و بنی مک کارتی (آژاکس آمستردام، اف سی پورتو، بلکبرن راورز و وستهام یونایتد) و آرون ماکوئینا (آژاکس آمستردام، بلکبرن راورز و پورتسموث) و دلرون باکلی (بروسیا دورتموند) و استیون پیِنار آژاکس آمستردام و اورتن).

## اتومبیلرانی
مسابقات جهانی فرمول یک جُدی شکتر در آفریقای جنوبی در سال ۱۹۷۹ برگزار گشت.

## کریکت
کریکت بازان شهیر این سرزمین عبارتند از: هرشله گیبس، گرئام اسمیث، ژاک سالی، جی پی دامینی.

## راگبی
راگبی‌بازان سرشناس آفریقای جنوبی فرانکو پیِنار، ژوست فن در وستوئیزن، دنی کراون، فریک دو پری، ناس بوتا و برابان هابانا را شامل می شود.
در سال ۱۹۹۵ در خاک خودش و همچنین در کشور فرانسه در سال ۲۰۰۷، آفریقای جنوبی فاتح جام جهانی راگبی گردید.

## شنا
در سال ۲۰۰۴ تیم شنا (رونالد شومان، لیوند فرنز، داریاند تاونسند، ریک نیتلینگ) در المپیک آتن با شکستن رکورد ۱۰۰×۴ شنای آزاد شاهکاری از خود به یادگار گذاشتند. پنی هینس مدال طلا در المپیک ۲۰۰۴ آتن برد.

## گلف
در ورزش گلف، گری پلیر در حرفه ضربت عظیم (Career Grand Slam) پیروزی کسب کرد. تنها ۵ نفر به این جایگاه رسیده اند؛ به عنوان بزرگترینهای گلف‌باز همهٔ زمان‌ها یاد می کنندش. بابی لوک، ارنیس الس، راتیف گوسن و ترور ایملمن نیز در رقابتهای بزرگی پیروز شده اند.